# Velký Šišák
Velký Šišák är ett berg i Tjeckien. Det ligger i den norra delen av landet, 110 km nordost om huvudstaden Prag. Toppen på Velký Šišák är 1 424 meter över havet. Velký Šišák ingår i Zlaté návrší.
Terrängen runt Velký Šišák är huvudsakligen kuperad, men österut är den bergig. Runt Velký Šišák är det glesbefolkat, med 16 invånare per kvadratkilometer. Närmaste större samhälle är Vrchlabí, 17,5 km söder om Velký Šišák. I omgivningarna runt Velký Šišák växer i huvudsak barrskog.